# نشان مالاتیان
نشان آوتیسی مالاتیان (ارمنی: Նշան Ավետիսի Մալաթյան؛  زادهٔ ۲۰ نوامبر ۱۸۹۶ - درگذشته ۱۲ مارس ۱۹۷۷) یک دامپرور و استاد اهل ارمنستان بود.

## زندگی‌نامه
در ۲۰ نوامبر ۱۸۹۶ در موش به دنیا آمد و از دانشکده علوم الهی گئورگیان (۱۹۱۹) دانشگاه دولتی ایروان (۱۹۲۴) فارغ‌التحصیل شد. وی در دانشگاه دولتی ایروان و انستیتو دام‌پروری و دام‌پزشکی ایروان فعالیت می‌کرد.  وی همچنین برنده دانشمند شایسته ارمنستان شوروی (۱۹۶۵) شده است. وی در ۱۲ مارس ۱۹۷۷ در سن ۸۰ سالگی در ایروان درگذشت و در آرامستان مرکزی ایروان (توخماخ) به خاک سپرده شد.

## یادداشت
1. ↑  գյուղատնտեսական գիտությունների դոկտոր
2. ↑  անասնաբույծ